# Carpodacus waltoni
Carpodacus waltoni е вид птица от семейство Чинкови (Fringillidae).

## Разпространение
Видът е разпространен в Китай.